# Pavel Bermondt-Avalov
Pavel Rafailovič Bermondt-Avalov (rusko Павел Рафаилович Бермондт-Авалов, Pavel Rafailovič Bermondt-Avalov) je bil častnik Ruske imperialne armade in kozaški pustolovec-vojskovodja, * 16. marec 1877, † 27. december 1973. 
Najbolj znan je kot poveljnik Zahodno ruske prostovoljne vojske, ki je bila po prvi svetovni vojni aktivna v današnji Latviji in Litvi.
Rojen je bil v gruzijsko-ruski družini, se glasbeno izobrazil v Varšavi in se kot glasbeni dirigent pridružil bajkalskim kozakom Ruske cesarske vojske. Sodeloval je v rusko-japonski vojni, med katero je bil odlikovan s Križem sv. Jurija. Po spreobrnitvi v pravoslavje je bil premeščen k Usurskim kozakom in bil povišan v korneta. Med prvo svetovno vojno je bil adjutant Pavla Miščenka, ki je služil v vzhodni Prusiji in Galiciji. V svoji vojaški karieri je bil sedemkrat ranjen. 
Po demobilizaciji leta 1917 se je Avalov vključil v rusko državljansko vojno kot goreč zagovornik Bele armade. Po obrambi Kijeva pred Simonom Petljuro je bil Avalov ujet in kasneje izgnan v Nemčijo, kjer je skupaj z generalom Rüdigerjem iz baltske vojske ustanovil enoto za boj proti boljševikom v baltskih državah. Med bojevanjem v Latviji in Litvi za vzpostavitev pronemške in protiboljševiške ozemeljske zveze je Avalova Zahodna ruska prostovoljna vojska, imenovana tudi Bermontovci, napadala in ropala podeželje in okupirana območja. Po porazu pri Rigi in Radviliškisu je bila Avalova vojska hudo zdelana in se je umaknila v Nemčijo. V Nemčiji je Avalov sodeloval pri desničarskih belih emigrantskih gibanjih in močno podpiral nacistično stranko Adolfa Hitlerja. Avalova so kljub temu zaprli in poslali v koncentracijsko taborišče, ker da je poneveril sredstva, namenjena njegovemu ruskemu nacionalsocialističnemu gibanju. Avalov je skozi Švico pobegnil v Italijo, se kasneje preselil v Beograd in od tam emigriral v Združene države Amerike in tam živel do svoje smrti. 

## Zgodnje življenje

### Poreklo
Pavel Bermondt-Avalov je bil rojen v Tbilisiju v sodobni Gruziji. O njegovem družinskem poreklu in datumu rojstva obstaja več različnih poročil. Nekateri viri, kot je United States Social Security Death Index, navajajo, da je bil rojen 16. marca 1877, medtem ko drugi, kot so spomini Avalova, navajajo leto 1884. Ena od različic trdi, da je bil njegov oče gruzijski knez Mihail Antonovič Avališvili in njegova mati kneginja Sofija Kuguševa, ki je bila tatarskega porekla. Štabni narednik Rafail Bermondt je bil njen drugi mož. Druga različica trdi, da je bil Avalov rojen leta 1877 v Vladivostoku draguljarju Rafailu Bermantu, po poreklu Judu, ki se je spreobrnil v pravoslavje. Druge različice trdijo, da je bil Avalov oče karaitski stotnik v rusko-turški vojni 1877-1878.  Avalov je prevzel tako očetov kot očimov priimek in se od leta 1919 imenoval knez Pavel Mihajlovič Bermondt-Avalov.

### Vojaška služba
Po opravljenem glasbenem izobraževanju pri profesorju Ziminskem z Varšavskega inštituta za glasbo se je Avalov prijavil kot kapelnik v 1. argunski polk transbajkalskih kozakov. Leta 1904 je vstopil v polk kot vojak prostovoljec in bil leta 1905 povišan v praporščaka. Avalov je sodeloval v rusko-japonski vojni, med katero je bil odlikovan z Redom svetega Jurija 3. in 4. stopnje. Med vojno je bil trikrat ranjen.
Leta 1905 se je spreobrnil v pravoslavje. Leta 1906 je bil premeščen v Usursko kozaško divizijo in se od takrat štel za usurskega kozaka. Leta 1908 je bil povišan v korneta. Poveljeval je 1. donskemu kozaškemu polku. V tem času je bil poročen s poljsko plemkinjo Sofijo Simonolevič. Leta 1909 naj bi se upokojil, ker ni opravil častniških izpitov.

### Prva svetovna vojna
Med prvo svetovno vojno je bil Avalov vključen v 2. kavkaški korpus 10. armade kot osebni adjutant poveljnika korpusa Pavla Miščenka. Po porazu njegovega korpusa v Vzhodni Prusiji je Avalov službo nadaljeval v 31. korpusu 4. armade v Galiciji. Med službovanjem na zahodni fronti je bil štirikrat ranjen in odlikovan z Redom svete Ane 4. stopnje. Avalov je med vojno napredoval v poročnika ali stotnika. Leta 1917 je bil demobiliziran.

## Državljanska vojna

### Ruska državljanska vojna
Po februarski revoluciji leta 1917 je bil Avalov izvoljen za poveljnika ulanskega polka, nameščenega v Sankt Peterburgu.  V tem času je bil član tajne častniške organizacije, ki je pripravljala državni udar proti ruski začasni vladi, čeprav mu je vlada leta 1918 podelila čin polkovnika. Po oktobrski revoluciji je živel v Žitomirju. Še isto leto je postal vodja rekrutnega in protiobveščevalnega centra južne vojske Bele armade v Kijevu. Pozimi 1918 je branil mesto pred nacionalističnimi silami Simona Petljure, ki so po prevzemu oblasti v regiji zaprle Avalova in druge ruske častnike. Ko je nemška vojska zapustila Ukrajino so bili ruski častniki in sam Avalov evakuirani v Nemčijo. V Nemčiji je deloval v ruskih monarhističnih skupinah.

### Nastanek Bermontovcev
Po prvi svetovni vojni so sile Antante nemškim vojakom ukazale, naj ostanejo v Litvi in Latviji in se borijo proti prihajajoči boljševiški vojski. Med izgnanstvom v Nemčiji je Avalov organiziral majhno skupino vojakov iz taborišča za vojne ujetnike Salzwedel, skupaj  okrog 300 mož.  Enota je dobila ime Graf Keller Corps po umorjenem vodji belega gibanja Fjodorju Arturoviču Kellerju. Junija 1919 je bila enota premeščena v Kurlandijo.
Avalov je v Mitau (zdaj Jelgava) začel oblikovati lastno vojsko, ki je postala zasnova Zahodnoruske prostovoljne armade, imenovane tudi Bermontovci. Medtem ko je bil v Jelgavi, je Avalov prirejal razkošne zabave in se strinjal, da prevzame nemški Svobodni korpus (Freikorps). Nemški vojaki nekdanjega Freikropsa so želeli ostati v Latviji in čakati na še neizpolnjeno obljubo, zato so se kot taki odločili pridružiti Avalovi vojski. Dva odreda vojske, ki sta ju vodila Avalov in polkovnik Virgolič, sta se združila v Zahodni korpus severozahodne armade pod vodstvom kneza Lievena in njegovega odreda. Manj kot mesec dni po združitvi je general Judenič Avalovi vojski ukazal, naj se pridruži njegovi vojski na fronti v Narvi. Medtem ko je odred kneza Lievena odplul v Narvo, sta Avalov in Virgolič zavrnila Judeničev ukaz pod formalno pretvezo, da njuni odredi niso dokončno formirani, v resnici pa je Avalov želel s svojo vojsko  ostati v Latviji in nadaljevati ustvarjanje pronemške in protiboljševiške lokalne zveze.
Po razpustitvi nemškega Baltskega prostovoljnega korpusa generala Rüdigerja von der Goltza je bilo nemškim četam ukazano, naj se umaknejo z Baltika in se vrnejo domov, vendar so Goltz in vojaki ukaz zavrnili v upanju, da bodo v Latviji pridobili državljanstvo in zemljo, kot jim je obljubila latvijska vlada. Judenič je Avalova pozneje imenoval za poveljnika vseh ruskih enot, ustanovljenih v Kurlandiji in Litvi. Avalova vojska je takrat štela približno 50.000 mož, od tega 40.000 Nemcev in Baltskih Nemcev in 10.000 Rusov. Ker je nemška vlada prenehala plačevati vojake, so vojski financirali večinoma nemški gospodarstveniki, ki so imeli interese na Baltiku, pa tudi od J.P. Morgan ml.  in Red svetega Janeza. Avalova vojska je tiskala tudi svoj denar. Za vojsko so bila značilna notranja nesoglasja med Avalovim in Virgoličem.

### Vojna v Latviji
Bermontovci so po začetku sovražnosti avgusta 1919 zasedli velik del Kurlandije in Rigo.  V Rigi naj bi Avalov iz odprtega avtomobila tamkajšnjim prebivalcem vzklikal, da je jih prišel junaško rešit Sankt Peterburga, medtem pa so njegove čete plenile po okupiranih območjih. Na mesto je bilo iz letal odvrženih več bomb in letakov v ruščini, v katerih so Latvijce pozvali, naj se "podredijo oblasti polkovnika Bermondta, da bi bili priključeni veliki in mogočni Rusiji". Ko je Bermondt želel skleniti premirje z Latvijci, je Latvija dobila vojaško pomoč iz Estonije in Velika Britanije v obliki oklepnih vlakov in vojnih ladij, ki so pomagale Latvijcem po odločilni bitki pri Rigi odbiti Bermontovo vojsko pod poveljstvom Rüdigerja von der Goltza. Med bivanjem v Mitau je Bermondt poljski vladi predlagal delitev Litve. Kasneje je ta načrt opustil, saj ga je skrbelo, da bi lahko Poljake razjezili, če bi zavzel Kaunas.  

### Vojna v Litvi
Bermontovci so julija napadli Litvo. Zasedlli so velik del Samogitije in ropali in  plenili po podeželju. Eden od virov poroča, da je Avalova vojska med zasedbo Šiauliaija pretepla ravnatelja in večino dijakov šiauliajske gimnazije. V samem Šiauliaiju je Avalov tiskal časopise, v katerih je vojakom obljubljal, da bodo prejeli rusko državljanstvo in zemljo. Njegova vojska je nadaljevala napad na Litvo, zasedla pomembno železniško mesto Radviliškis in zahtevala brezplačno uporabo litovskih in latvijskih železnic. Bermontovska oblast v Radviliškisu se je končala po litovski zmagi proti boljševiški invaziji, po kateri so lahko več čet premestili v boje proti Bermontovcem. Avalova vojska je novembra v bitki pri Radviliškisu utrpela hude izgube v opremi in ljudeh. Francoski delegat Henri Niessel je zato vojski ukazal, naj se umakne v Nemčijo. Bermontovci so se začeli umikati sredi decembra 1919. Avalov se je medtem razglasil za generalmajorja in skozi Klaipedo pobegnil v Nemčijo. Njegova vojska se je umaknila v Tilsit.

## Kasnejša leta
Od leta 1920 do 1922 je Avalov delal v berlinskem filmskem studiu UFA GmbH kot pomočnik režije. Avalova nekdanja vojska je oblikovala Baltikumkampfer (Baltski borci), sestavljen iz veteranov baltskega bojišča. Izdajali so svoj časopis Volk und Wehr (Ljudje in obramba), v katerem naj bi napovedovali vrnitev na Vzhod, da bi ustanovili "nove nemške kolonije". Delal je tudi v trgovskem podjetju v Hamburgu in v prvih letih emigracije neuspešno poskušal zgraditi politično kariero. Avalov je podprl Kappov puč s ponudbo ustanovitve vojaških enot iz svoje nekdanje bermontske vojske. Avalov je sodeloval z Aufbau Vereinigung, desničarsko organizacijo nemških in ruskih emigrantov, katere glavni cilj je bil strmoglavljenje vlade Weimarske republike in kasneje vlade Sovjetske zveze. Avalov je bil redno v središču pozornosti nemške policije zaradi javnega izražanja svojih načrtov, kot je oblikovanje vojske pod vodstvom velikega kneza Kirila, pohod na Moskvo itd.
Leta 1925 je Avalov objavil svoje spomine v nemščini in ruščini z naslovom V boju proti boljševizmu. Njen pravi avtor naj bi bil Vladimir von Rosenberg. Leta 1927 je Avalov sodeloval pri ponarejanju sovjetskih bankovcev in leta 1933  čestital prihod NSDAP na oblast v Nemčiji. Pridružil se je ruskemu nacionalnemu osvobodilnemu gibanju, sčasoma postal njegov vodja in ga preoblikoval v rusko nacionalsocialistično gibanje. Organizacija je imela svoje jurišne enote, ki so se skupaj s SA borile proti komunističnim odredom na ulicah nemških mest. Organizacija je bila kasneje ukinjena zaradi notranjih konfliktov. Avalov naj bi bil odvisnik od kokaina in morfija, ki je poneveril 8.000 nemških mark in arogantno govoril o firerju Adolfu Hitlerju.
Avalova so zato v Berlinu aretirali in nato premestili v koncentracijsko taborišče zunaj prestolnice zaradi suma poneverbe prej omenjenih 8.000 nemških mark subvencije, ki jo je NSDAP podelila ruskemu nacionalsocialističnemu gibanju. Pozimi 1935 je pobegnil iz koncentracijskega taborišča in odšel v Švico in od tam v Italijo. Naselil se je v Meranu. Poročil se je s princeso Mecklenburg-Schwerinsko, sestrično velikega kneza Kirila Vladimiroviča, ki je imel posestvo v Jugoslaviji. Konec leta 1936 se je preselil v Beograd.

### Zadnja leta in smrt
Avalov je iz Beograda emigriral v Združene države Amerike in se naselil v New Yorku. Še naprej je do svoje smrti 27. decembra 1973 sodeloval v organizacijah ruskih emigrantov. Kot datum njegove smrti se včasih navaja 12. januar 1974.

## Osebnost in videz
Večina poročil sodobnikov o Avalovu je negativnih. Bil na bi aroganten, prazen, premeten in šibek majhen človek, do neke mere pameten in zvit kot kača, do neke mere predrzen in  bravuroznega vedenja, a v srcu strahopeten. Britanski delegat Stephen Tallent je Avalova opisal kot "...kavkaškega po rodu, vendar mešane krvi, morda napol Juda. Je pustolovski, očitno trpi za megalomanijo, je zelo teatralen in zdi se, da se v prihodnosti vidi kot možni ruski car. [...] V zadnjem času je zelo odkrito prijateljeval z Nemci v Jelgavi, organiziral ekstravagantne zabave in pogosto močno pil. Govori se da zna zelo malo nemško, uporablja pa nekaj besednih zvez, med katerimi je glavna "Deutschland über alles", ki jo uporablja pred Nemci, zlasti ko pije."
Latvijski pisatelj Andrievs Niedra opisuje Avalova kot "povprečno visokega, suhega, a skladno grajenega, s temnimi lasmi in očmi, bledim obrazom južnjaka, z majhnimi štrlečimi brki. Držal se je vzravnano, trdno, včasih se je zdelo, da njegovo telo zmrzne v ikonični negibnosti, še posebej, ko je čutil, da so vanj uprti številni pogledi. Zunaj hiše je nosil dolgo kavkaško obleko z gazirji na prsih. Govoril je z baritonskim glasom ... v veselem razpoloženju je rad plesal tudi kavkaške gorske plese". Poročali so tudi, da je Avalov v pijanem stanju ustrelil v nogo enega od svojih častnikov.

## Zapuščina
V Litvi in Latviji se je beseda "bermontijada" uveljavila kot izraz za opis vojn za neodvisnost. Postala je tudi sinonim za pustolovščino. Lucjana Żeligowskega in njegova dejanja med uporom Żeligowskega so pogosto primerjali z obnašanjem Avalova. Avalov je prikazan v latvijskem filmu Branilci Rige. Igra ga Girts Krumins.

## Odlikovanja
- Red svetega Jurija 3. in 4. stopnje
- Red svete Ane 4. stopnje.